# Novembre dolç
Novembre dolç (títol original en anglès: Sweet November) és una pel·lícula romàntica estatunidenca, dirigida per Pat O'Connor i estrenada l'any 2001. És el remake del film homònim de 1968. Ha estat originalment escrit per Herman Raucher. Ha estat doblada al català.

## Argument
Nelson Moss és un publicitari ambiciós i obsessionat pel seu treball, només compta la seva carrera, els altres només són allà per a ajudar-lo a arribar als seus objectius i no té temps per dedicar a la seva família, els seus amics o als seus col·legues, així va la seva vida.
En plena concentració en un important examen de conducció, Nelson és molestat per una jove que ha arribat tard. No sabent la resposta a una qüestió, Nelson la li dona discretament, però vet aquí que el vigilant l'acusa de fer trampes i esquinça la seva còpia. Tot i la pressa que té, troba temps per anar a excusar-se.
Es diu Sara Deever, és jovial, zen, plena d'energia i mancada de maneres, però veu en Nelson algú de bé. Ella té un do per transformar els homes i només li cal un mes per fer-ho.
Som al mes de novembre i Sara convida Nelson a anar a viure a casa seva a més de ser el seu xofer. Aquest vacil·la i es demana si la invitació és seriosa, finalment accepta. Sara llavors li fa apreciar la senzillesa de la vida. És la primera vegada que rep tanta gentilesa i amor sense que se li demani a canvi el que sigui.
Nelson es demana llavors si s'ho mereix...

## Repartiment
- Keanu Reeves: Nelson Moss
- Charlize Theron: Sara Deever
- Jason Isaacs: Chaz Watley
- Greg Germann: Vince Holland
- Liam Aiken: Abner
- Robert Joy: Raeford Dunne
- Lauren Graham: Angelica
- Michael Rosenbaum: Brandon / Conyac
- Frank Langella: Edgar Price
- Jason Kravits: Manny
- Ray Baker: Buddy Leach
- Tom Bullock: Al
- Adele Proom: Osiris
- L. Peter Callender: Don Watson
- June Lomena: Beatrice
- Kelvin Han Yee: Home costaud
- David Fina: Sense-abric
- Elizabeth Weber: Lexy
- Doreen Croft: Dona xinesa
- Susan Zelinsky: criada
- Kathy Garver: Infermera
- Chuck Isen: Home calb
- Igor Hiller, Chase Oliver i Nathan McAlone: Nens
- Garth Kravits: Tècnic
- Karina Andrews: Ajudant de direcció
- Sanford Marshall: Pallasso al tren
- Tessa Koning-Martinez: Marie
- Diane Amos: Rachel

## Nominacions
- 2002: nominat als Premi Golden Raspberry al pitjor actor per a Keanu Reeves, la més dolenta actriu per a Charlize Theron i al més dolent remake.[cal citació]

## Crítica
- "Un drama previsible. Això sí, amb Charlize. (...) El que s'intueix als 30 minuts es compleix religiosament, pla a pla, en la trama i la factura (...) Puntuació: ★★ (sobre 5)."[3]
- "Versa sobre la por al compromís, el trepidant ritme de vida dels alts executius i la posibilitat de canviar la destí amb l'ajuda dels sentiments. Bon duel interpretatiu."[4]